# Noyal-sur-Brutz
Noyal-sur-Brutz (bretonisch: Noal-ar-Bruz; Gallo: Nóyau) ist eine französische Gemeinde mit 579 Einwohnern (Stand: 1. Januar 2022) im Département Loire-Atlantique in der Region Pays de la Loire; sie ist Teil des Arrondissements Châteaubriant-Ancenis und des Kantons Châteaubriant. Die Einwohner werden Noyalais genannt.

## Geografie
Noyal-sur-Brutz liegt etwa 45 Kilometer südsüdöstlich von Rennes und etwa 63 Kilometer nordnordöstlich von Nantes im Tal der Brutz. Umgeben wird Noyal-sur-Brutz von den Nachbargemeinden Martigné-Ferchaud im Norden, Villepot im Osten, Soudan im Süden und Südosten, Rougé im Westen sowie Fercé im Nordwesten.

## Bevölkerungsentwicklung
| Jahr                       | 1962 | 1968 | 1975 | 1982 | 1990 | 1999 | 2006 | 2017 |
| Einwohner                  | 351  | 385  | 376  | 422  | 443  | 481  | 529  | 592  |
| Quellen: Cassini und INSEE |      |      |      |      |      |      |      |      |

## Sehenswürdigkeiten
- Kirche Saint-Martin aus dem 19. Jahrhundert
- mehrere Herrenhäuser aus dem 16. Jahrhundert

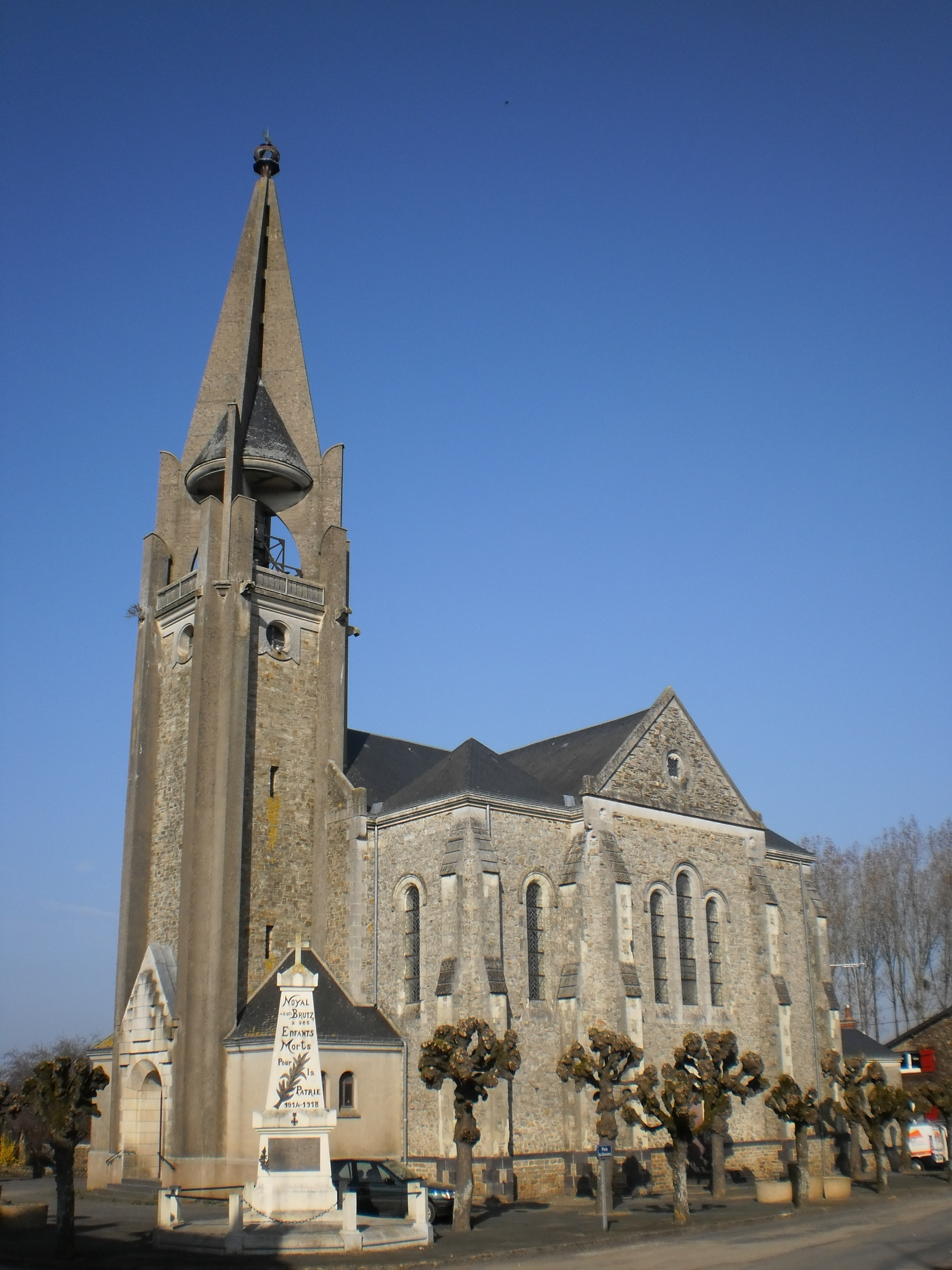
Kirche Saint-Martin